# 高城山 (徳島県)
高城山（たかしろやま）は、徳島県那賀郡那賀町と美馬市との境に位置する山である。標高1,627.9 m。四国百名山選定。

## 概要
剣山から発し、一ノ森を経て旧美馬郡木屋平村と旧那賀郡木沢村との境界をなしつつ東北東に延びる稜線上にある山。剣山の東北東約 15 km の地点にある。雲早山、高丸山と共に勝浦三山と呼ばれている。
名前の由来は、積雪により他の山々より際立って見える為に高白山と名付けられ、同音の漢字に書き換えられた山である。登山道は剣山スーパー林道を利用する。頂上からは南に海部郡の山々、西に剣山、北に高越山、東に雲早山などが望める。

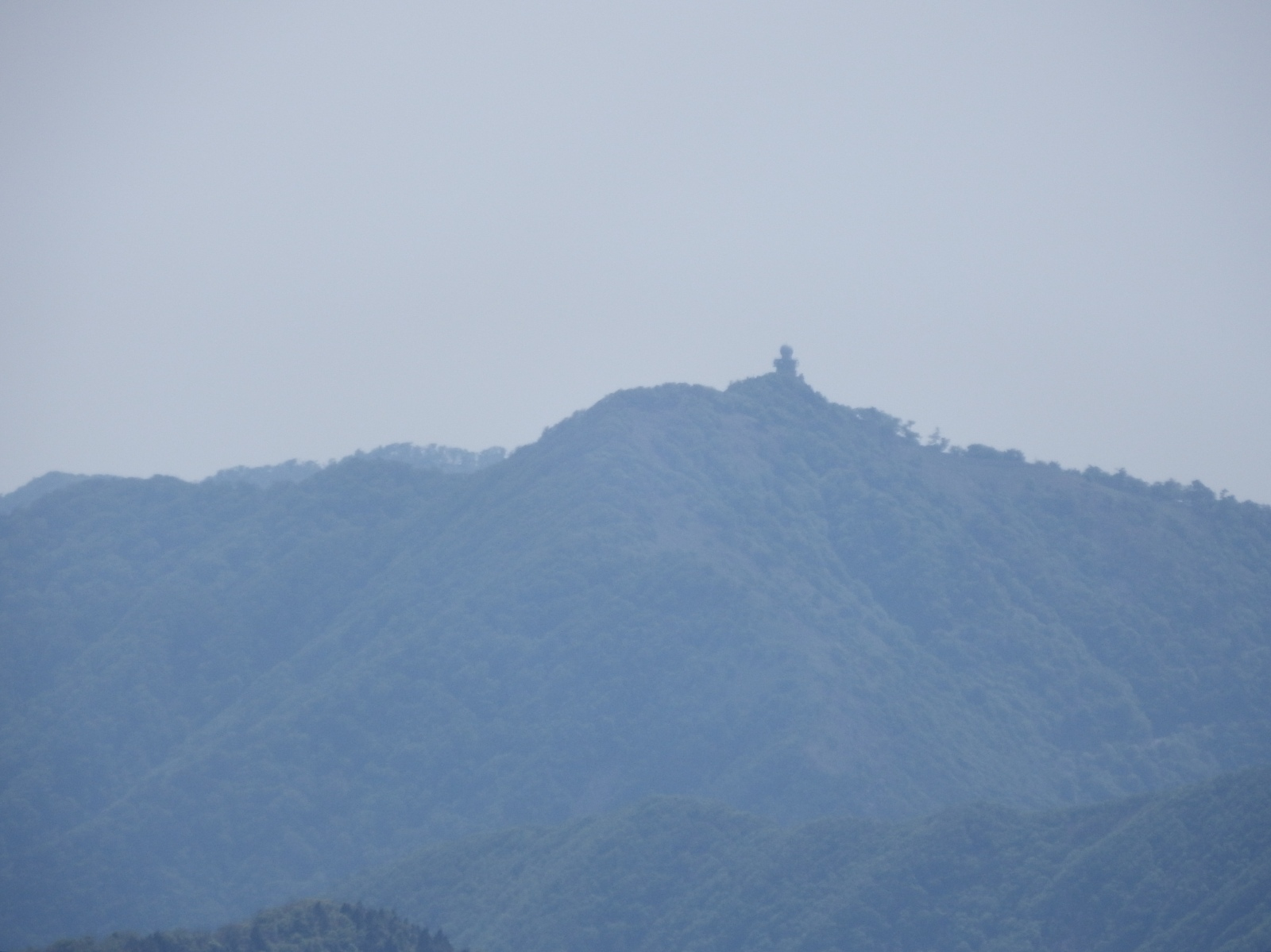
剣山より
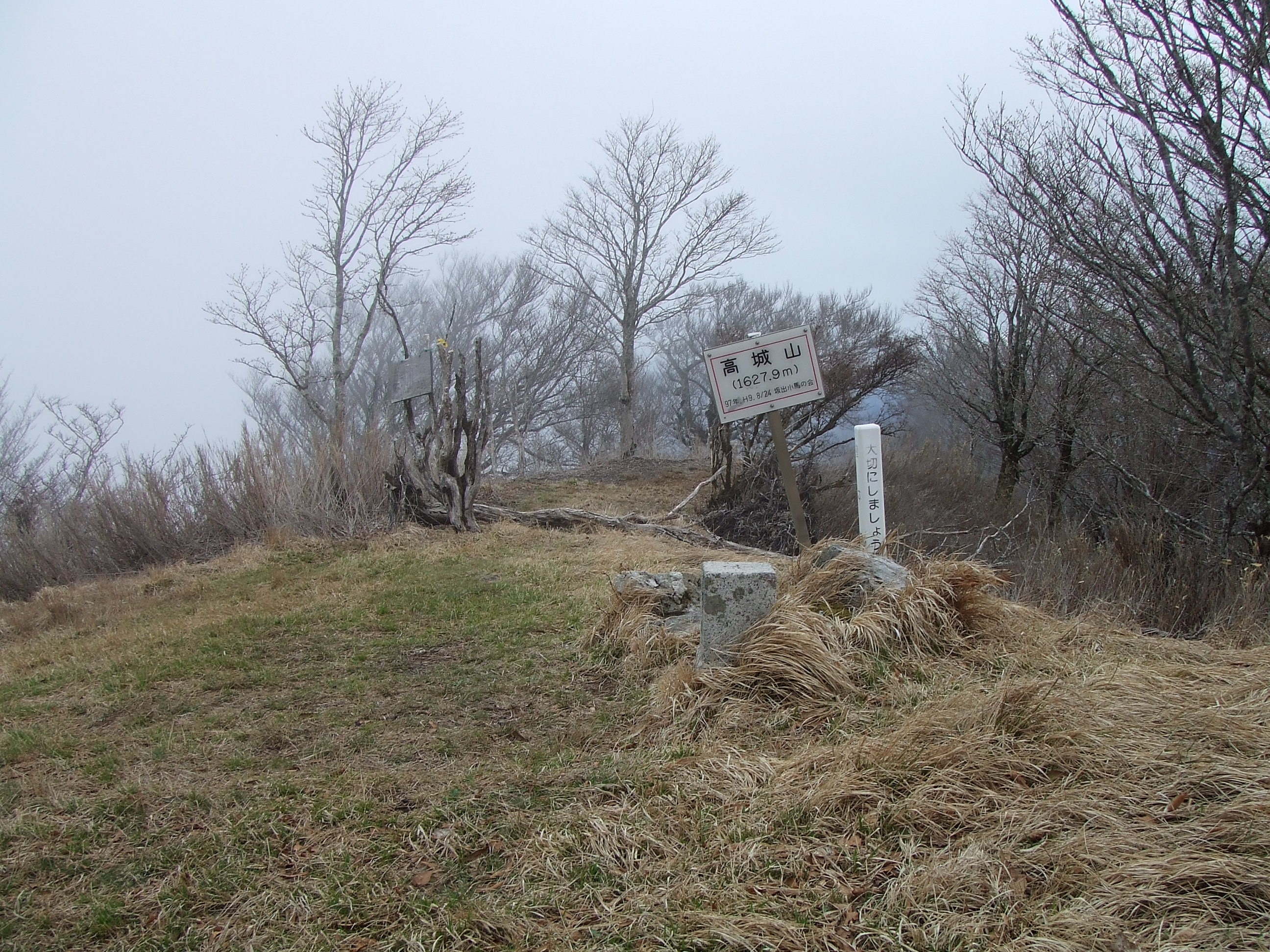
頂上